# Sillé-le-Guillaume
Sillé-le-Guillaume – miejscowość i gmina we Francji, w regionie Kraj Loary, w departamencie Sarthe.
Według danych na rok 1990 gminę zamieszkiwały 2 583 osoby, a gęstość zaludnienia wynosiła 200 osób/km² (wśród 1504 gmin Kraju Loary Sillé-le-Guillaume plasuje się na 202. miejscu pod względem liczby ludności, natomiast pod względem powierzchni na miejscu 873.).
W 1918 w Sillé-le-Guillaume funkcjonował obóz Lotnictwa Armii Polskiej we Francji.